# Distretto di Bougaa
Il distretto di Bougaa è un distretto della provincia di Sétif, in Algeria.

## Comuni
Il distretto di Bougaâ comprende 3 comuni:
- Bougaa
- Aïn Roua
- Beni Hocine